# 941
Раннє Середньовіччя  •  Епоха вікінгів  •  Золота доба ісламу  •  Реконкіста

## Геополітична ситуація
У Візантії правили Роман I Лакапін та, формально, Костянтин VII Багрянородний. Італійським королем був Гуго Арльський,
Західним Франкським королівством править Людовик IV Заморський, Східним Франкським королівством — Оттон I.
Північ Італії належить Італійському королівству, середню частину займає Папська область, герцогства на південь від Римської області незалежні, деякі області на півночі та на півдні належать Візантії, інші окупували сарацини. Південь Піренейського півострова займає Кордовський халіфат, у якому править Абд Ар-Рахман III. Північну частину півострова займають королівство Астурія і королівство Галісія та королівство Леон під правлінням Раміро II.
Королівство Англія очолює Едмунд I.
Існують слов'янські держави: Перше Болгарське царство, де править цар Петро I, Богемія, Моравія, Хорватія, королем якої є Крешимир I, Київська Русь, де править Ігор. Паннонію окупували мадяри, у яких ще не було єдиного правителя. Аббасидський халіфат очолює аль-Муттакі, в Іфрикії владу утримують Фатіміди, в Середній Азії — Саманіди. У Китаї триває період п'яти династій і десяти держав. Значними державами Індії є Пала, держава Раштакуртів, Пратіхара, Чола. В Японії триває період Хей'ан. На північ від Каспійського та Азовського морів існує Хозарський каганат.

## Події

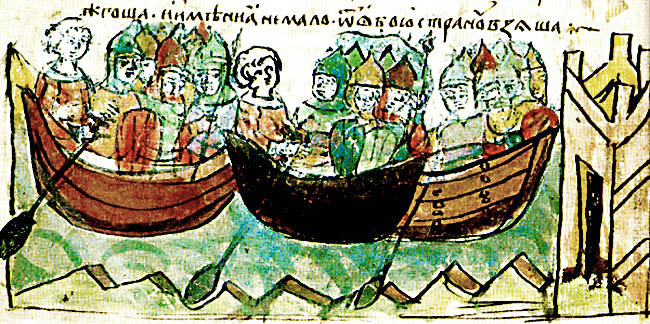

- Похід князя Ігора на Царгород. Візантійці завдали поразки русам у морській битві, спаливши значну частину їхнього флоту грецьким вогнем.
- Генріх I Баварський організував спробу вбивства свого брата Оттона I, але змову було викрито. Оттон ув'язнив брата і стратив його спільників.

На Різдво відбулося примирення.
- У Західному Франкському королівстві продовжувалася боротьба між королем, Людовиком IV Заморським та магнатами.

## Народились
- Імовірно Гуго Капет, король франків